# Robert Mateusiak
Robert Bogumił Mateusiak (født 13. januar 1976 i Wołomin) er en badmintonspiller fra Polen.

## Karriere
Łogosz og Mateusiak vandt bronzemedaljer ved det europæisk mesterskab i 2000, 2002, 2004 og 2006. I samarbejdet med Nadiezda Kostiuczyk i mix double, vandt de en sølvmedalje ved det europæiske badmintonmesterskab i 2008 og en guldmedalje ved det europæiske badmintonmesterskab i 2012.